# 布吕根博物馆

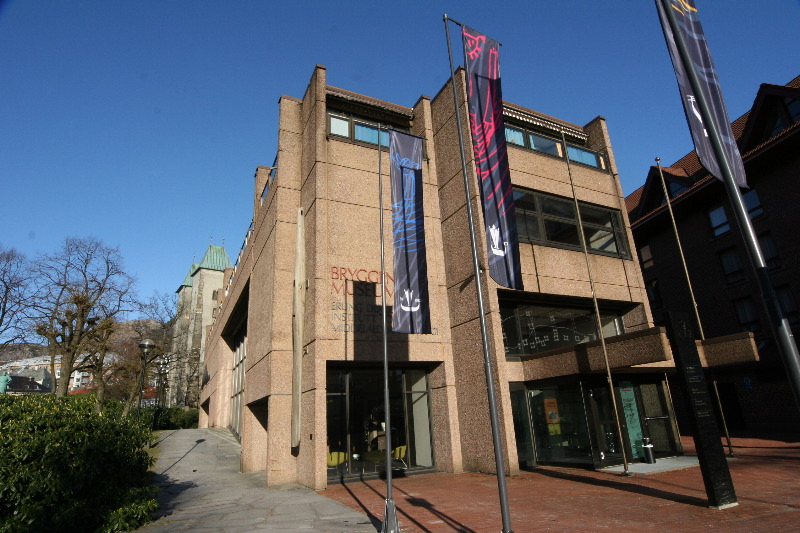
布吕根博物館

布吕根博物館（Bryggens Museum）是挪威卑尔根布吕根区的一个博物馆，建于1976年。建筑师Øivind Maurseth, 他还设计了附近的Radisson 酒店。该博物馆修建在1955年火灾原址。